# A labdázó macska háza
A labdázó macska háza (La Maison du Chat-qui-pelote) Honoré de Balzac regénye, amely  1830-ban íródott. A szerző életművét összefoglaló Emberi színjáték, Jelenetek a magánéletből részéhez tartozik.

## A szöveg története
Az eredetileg Dicsőség és balszerencse (Gloire et Malheur) címet viselő, 1829-ben írt hosszú novella (vagy kisregény) csak 1830-ban jelent meg Mame-Delaunay kiadásában, majd négy további kiadáson és ugyanennyi átdolgozáson ment keresztül az utolsó, 1842-es Furne-kiadásig, amelyet maga is javított, mielőtt La Maison du Chat-qui-pelote (A Chat-qui-pelote háza) címen megjelent.
Az „Erkölcsi tanulmányok” sorozatát megnyitó szövegnek annyiban van nyitó funkciója, hogy az összes nagy balzac-i témát meghirdeti. „Egyúttal elméleti kihívás is, amely diszkréciójában nagyszerű, [...] a novella és a regény generikus korlátaival szemben. Mert ez a novella is regény, a maga időtartamával, mélységével, mellékszereplők horizontjával és emelkedő-csökkenő ritmusával, amely nagy együttessé lesz, mint például César Birotteau-é”. 

## A mű cselekménye
A cselekmény 1811 kezdetén játszódik. Monsieur Guillaume, a posztókereskedő, monsieur Chevrel útódja és Jean-Jérôme Cardot barátja, puritán életet él feleségével, két lányával, Virginie-vel és Augustine-nal, valamint három kereskedőinasukkal. Az üzlet körül forgó életetüket azonban megzavarja egy ifjú betolakodása: Théodore de Sommervieux, az arisztokrata származású festő, aki szeszélyes, ám a szépség szerelmese, valamint aki testét és lélkét a művészetének szentelte. A történet elején Théodore csodálattal tekint Augustine-ra, aki éppen akkor jelent meg a hálószobája ablakában Párizs egyik régi negyedében. Theodore nem tudja levenni a szemét erről az eleven portréról. Őrülten szerelmes lett Augustinusba, illetve a róla alkotott elképzelésébe, ezért festett róla egy portrét, amely némi sikert és hírnevet hozott neki. Megkérte a lány kezét, Guillaume úr és még inkább a felesége ellenérzései dacára, aki rossz szemmel nézte lánya „osztályon kívüli házasságát”. Az aggodalom jogosnak bizonyult, hiszen a szerelem első fellángolása után - két és fél évvel később - Theodore elveszti érdeklődését a felesége iránt, aki számára immár unalmasnak és műveletlennek tetszik. Hogy kielégítse az kalandvágyát iránti igényét, a kegyetlen Carigliano hercegnőjével - akinek személye az Emberi színjáték során többször is felbukkan -, barátkozik, akihez Augustine végül segítségért folyamodik. Hogy segítsen neki, a hercegnő csábítási tanácsokkal látja el. A hercegnő tanácsai azonban - amelyek között szerepel, hogy visszaadja Theodore híres festményét, amelyet Augustine-ról készített, és Carigliano követelt a szeretőjétől - nem hatnak, és heves reakciót váltanak ki a festőből, így Augustine idővel elsorvad és belehal a bánatba, csupán 27 évesen.

## Fordítás
- Ez a szócikk részben vagy egészben  a   La Maison du Chat-qui-pelote című francia Wikipédia-szócikk fordításán alapul.  Az eredeti cikk szerkesztőit annak laptörténete sorolja fel. Ez a jelzés csupán a megfogalmazás eredetét és a szerzői jogokat jelzi, nem szolgál a cikkben szereplő információk forrásmegjelöléseként.